# TKp100-4
TKp100-4 – parowóz przemysłowy wyprodukowany w firmie R. Wolf AG w Magdeburgu-Buckau w 1924 roku (nr fabryczny 1149), zaliczony na PKP do zbiorczej serii TKp100. TKp100-4 jest obecnie zachowany w Muzeum Kolejnictwa w Kościerzynie. W 1924 roku był eksploatowany w Kleinbahn Kreuz - Schloppe - Deutsch-Krone (Krzyż - Człopa - Wałcz) - od 1940 pod wspólnym zarządem Pommersche Landesbahnen. W 1945 roku trafił na inwentarz PKP jako TKp100-4. 5 marca 1951 roku został skreślony z inwentarza i przekazany do Cukrowni Kętrzyn, gdzie służył jako TKp100-4, następnie TKp 1149. 2 lipca 1993 roku parowóz został wycofany z eksploatacji, ostatnie pół roku pracował jako kocioł grzewczy.